# Bernardyn (rasa psa)
Bernardyn – rasa psa zaliczana do grupy molosów w typie górskim, znana co najmniej od XVII wieku, wyhodowana przez szwajcarskich mnichów do pełnienia funkcji psa pociągowego i psa-towarzysza. Jest narodową rasą Szwajcarii. Obecnie bernardyny są nieczęsto spotykanymi, ale dobrze znanymi psami do towarzystwa, stróżującymi i gospodarskimi. Przedstawiciele tej rasy należą do największych i najcięższych psów. Typ dogowaty. Nie podlega próbom pracy. Oczekiwana długość życia bernardynów wynosi 11 lat.

## Rys historyczny
Pochodzenie bernardynów nie jest dokładnie znane. Najbardziej prawdopodobną wydaje się hipoteza, iż Rzymianie przyprowadzili ze sobą w Alpy krótkowłose i agresywne mastify, które w odmiennych warunkach klimatycznych i na skutek krzyżowania z rodzimymi rasami wytworzyły dwa typy psów: lżejszy, od którego pochodzą wszystkie szwajcarskie psy pasterskie, i cięższy, od którego wywodzi się m.in. bernardyn.

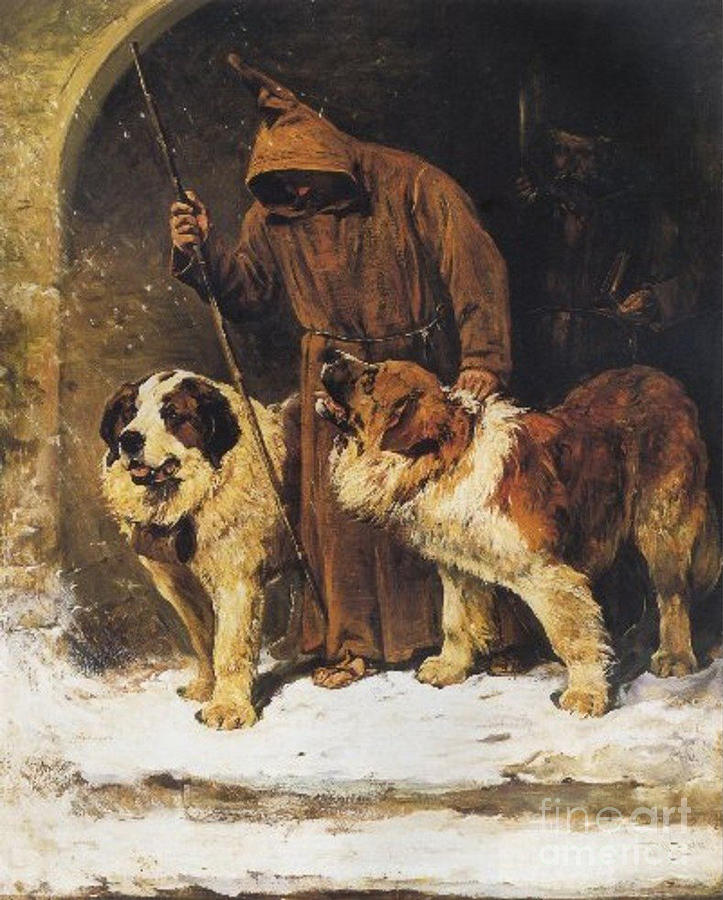
Obraz Johna Emmsa sprzed 1913 roku ukazujący mnicha i psy Św. Bernarda z przytwierdzonymi do szyi baryłkami z trunkiem

Rasa wzięła nazwę od klasztoru kanoników regularnych na Wielkiej Przełęczy św. Bernarda. Został on założony około 1050 r. przez św. Bernarda z Menthon. Dawne kroniki zaginęły lecz wiadomo, że mnisi wyhodowali w XVII wieku (w 1660 roku) bernardyny pełniące rolę psów stróżujących i pociągowych. Z czasem przejęły funkcję górskich przewodników wyszukujących i ratujących pielgrzymów zaginionych w górach, we mgle lub śnieżycy.
Sylwetki bernardynów przedstawiano na obrazach począwszy od roku 1695, a z roku 1707 pochodzą zapiski klasztorne na ich temat. Legendy głoszą, że bernardyny ratowały zasypanych lawiną turystów, ale nie zostało to potwierdzone. W późniejszym okresie bernardynom groziło wyginięcie. Dopiero po 1865 roku rozpoczęła się hodowla zmierzająca do zachowania rasy. W 1867 prowadzenie dokumentacji hodowlanej rozpoczął Heinrich Schumacher z Hollingen w pobliżu Berna. Wojny XX wieku znacznie przetrzebiły populację tej rasy.
Pierwotnie bernardyn miał krótką sierść, jednak około 1830 roku dzięki krzyżowaniu z nowofundlandem powstała odmiana długowłosa, która rozpowszechniła się po całym świecie. Bernardyny wykorzystano jako rasę wyjściową w tworzeniu innych ras, m.in. moskiewski stróżujący.

## Klasyfikacja
Pierwszy wzorzec rasy przyjęto 2 czerwca 1887 roku.
W klasyfikacji FCI bernardyn został zaliczony do grupy II – Pinczery, sznaucery, molosy i szwajcarskie psy do bydła, sekcja 2.2 – Molosy typu górskiego. Psy tej rasy nie podlegają próbom pracy.

## Wygląd

### Budowa

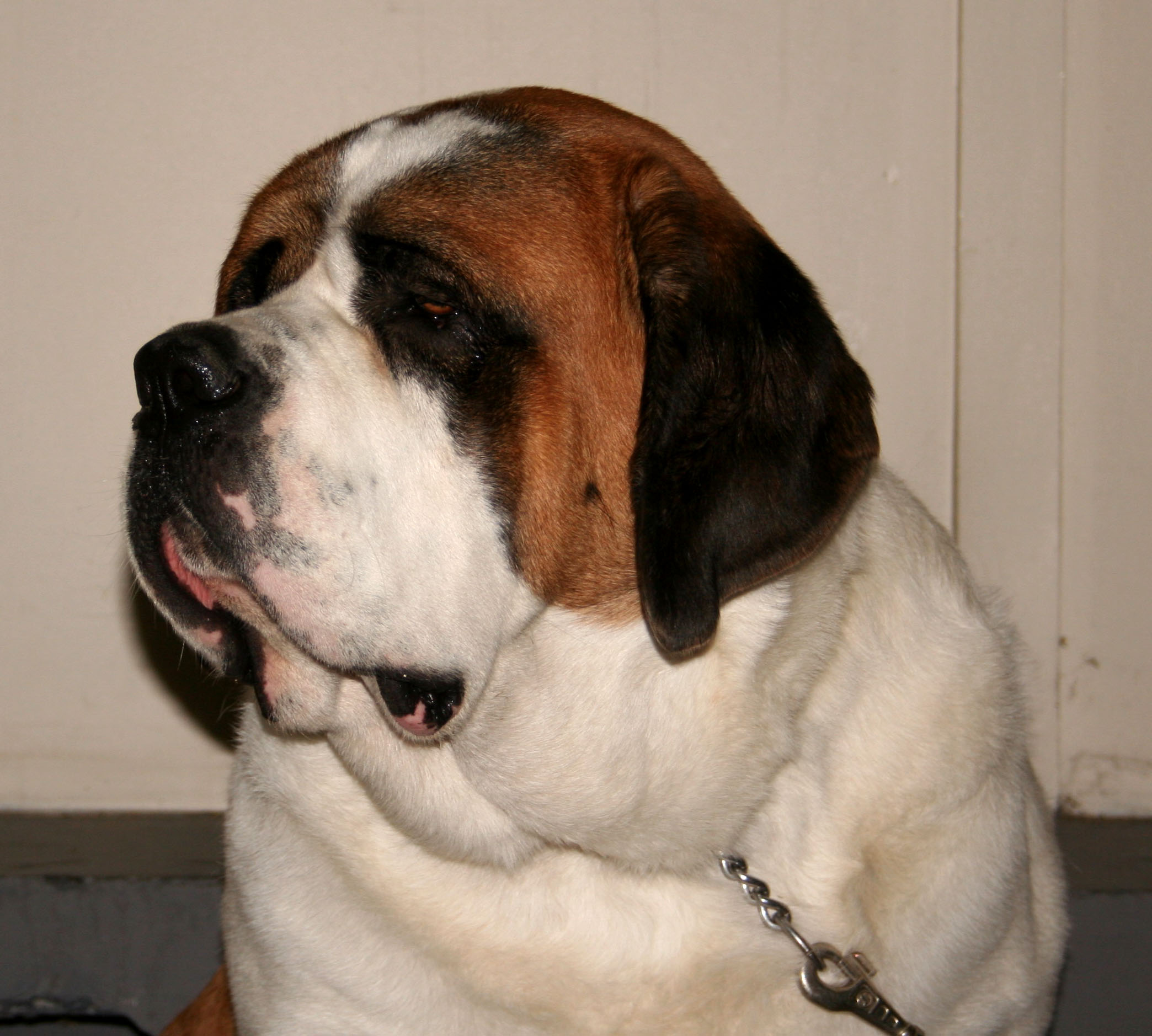
Bernardyn krótkowłosy na Światowej Wystawie Psów Rasowych w Poznaniu

Są to psy bardzo wysokie, muskularne, o potężnym kośćcu, zwartej budowie i dużej masie. Pierwotne psy były nieco mniejsze, gdyż osiągały do 50 kg. Zdarzają się przypadki bernardynów o masie ciała przekraczającej 100 kilogramów. Głowa jest duża i bardzo silna. Uszy w kształcie trójkąta, miękkie, zwisające. Oczy ciemnobrązowe. Z boku pyska widoczny jest luźno zwisający kącik dolnej wargi. Ogon bernardyna jest mocny, szeroki, lekko zwinięty ku górze.

### Szata i umaszczenie
Sierść gęsta, zarówno włos okrywowy, jak i podszerstek. W obrębie rasy wyróżniane są dwie odmiany: krótkowłosa i długowłosa.
Umaszczenie: Kolor podstawowy to biel z mniejszymi i większymi czerwono rudymi łatami (psy o umaszczeniu łaciatym) aż do czerwono rudego płaszcza na grzbiecie i słabiznach (psy o umaszczeniu płaszczowym). Jednakowo cenione jest umaszczenie odwrotne: czerwono rudy płaszcz poprzerywany bielą. Dopuszczalne czerwono rude pręgowanie. umaszczenie brązowożółte tolerowane. Pożądana ciemna oprawa głowy. Tolerowany czarny nalot na tułowiu.
Ze względu na gęste i ciepłe futro, na obszarach poniżej gór latem bernardyn intensywnie linieje.

## Zachowanie i charakter

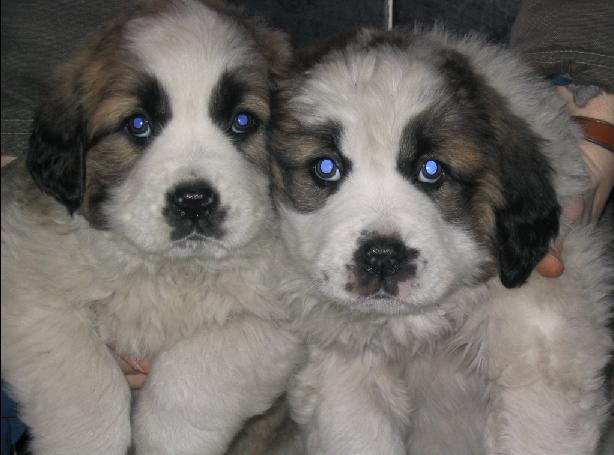
Dwumiesięczne szczeniaki bernardyna długowłosego

Bernardyny są łagodnymi, wiernymi i przyjacielskimi psami, nieufnymi wobec obcych. Znane ze swojej lojalności, spokoju, tolerancji w stosunku do innych zwierząt oraz dzieci. Potrzebują bliskości z domownikami i zwykle nie wyróżniają ani nie faworyzują żadnego z nich. Dość trudno jest wyprowadzić je z równowagi. Bardzo skore do zabawy, niezależnie od wieku. Wyróżniają się wysoką inteligencją i doskonałym węchem, gdy są dobrze wychowane są bardzo posłuszne. Bardzo przywiązują się do swoich właścicieli – często stają w ich obronie, gdy grozi im jakiekolwiek niebezpieczeństwo.

## Użytkowość
Psy tej rasy – głównie odmiany krótkowłosej – są wykorzystywane w ratownictwie górskim i w poszukiwaniach różnego typu. Znanym bernardynem był Barry, który ratował ludzi na przełęczy św. Bernarda. Legenda głosi, że uratował on 40 osób, a zginął przy uratowaniu 41. W rzeczywistości Barry, gdy się zestarzał i nie mógł już dalej pomagać mnichom w Przełęczy jako pies ratownik, trafił do Berna, gdzie żył aż do swej naturalnej śmierci.  Pomnik tego psa znajduje się w Cimetière des Chiens, a jego ciało prezentowane jest w Muzeum Historii Naturalnej w Bernie.
Trzymane są też jako psy stróżujące bądź domowe, rzadziej jako pociągowe. W wypełnianiu roli psa stróżującego pomaga im olbrzymia, wzbudzająca respekt sylwetka oraz wrodzona nieufność wobec obcych.

## Popularność
Bernardyn krótkowłosy jest odmianą rzadziej spotykaną od bernardyna długowłosego. W Polsce uznawany jest za rasę rzadką.

## Choroby
Bernardyny są podatne na skręt żołądka (choroba śmiertelna w skutkach) oraz dysplazję stawów. Występują także problemy z uszami, oczami i ślinotokiem.